# Cariderus tapiroides
Cariderus tapiroides is een keversoort uit de familie platsnuitkevers (Salpingidae). De wetenschappelijke naam van de soort werd in 1912 gepubliceerd door Edmund Reitter.